# Looking forward (Crosby, Stills, Nash & Young)
Looking forward is een muziekalbum van Crosby, Stills, Nash & Young uit 1999.
Door de artistieke malaise bij Crosby, Stills & Nash had Atlantic Records in 1997 het contract beëindigd. De leden besloten om op eigen kosten een album te maken, waarvan Neil Young opnames te horen kreeg. De oude vriendschappen herleefden en voor dat moment was een revival van het viertal als Crosby, Stills, Nash & Young een feit. De vier liedjes die van Young afkomstig zijn, passen goed in de lijn die hij jaren eerder met het album Harvest (1971) had gevolgd. Het album werd uitgebracht via Reprise Records, het label waar Young zijn platen in die jaren uitbracht.
Het album belandde op nummer 17 van de Billboard 200 en op nummer 15 in Nederland. Er was ook een hitnotering in enkele andere Europese landen maar niet in België.

## Nummers
| Nummer | Naam                 | Geschreven door               | Duur |
| ------ | -------------------- | ----------------------------- | ---- |
| A1     | Faith in me          | Stephen Stills                | 4:21 |
| A2     | Looking forward      | Neil Young                    | 3:08 |
| A3     | Stand and be counted | James Raymond en David Crosby | 4:53 |
| B1     | Heartland            | Graham Nash                   | 4:29 |
| B2     | Seen enough          | Stephen Stills                | 5:14 |
| B3     | Slowpoke             | Neil Young                    | 4:32 |
| C1     | Dream for him        | David Crosby                  | 5:03 |
| C2     | No tears left        | Stephen Stills                | 5:07 |
| C3     | Out of control       | Neil Young                    | 4:10 |
| D1     | Someday soon         | Graham Nash                   | 3:44 |
| D2     | Queen of them all    | Neil Young                    | 4:24 |
| D3     | Sanibel              | Denny Sarokin                 | 4:20 |

David Crosby · Stephen Stills · Graham Nash · Neil Young